# Aeroporto Internacional de Grózni
Aeroporto Internacional de Grózni (em checheno: Соьлжа-ГӀалин дуьненаюкъара аэропорт, em russo: Междунаро́дный аэропо́рт Гро́зный им. Ахмата-Хаджи Кадырова) (IATA: GRV, ICAO: URMG) é um aeroporto internacional na República Chechena, Rússia localizado a 7,5 km ao norte de Grózni.
Em 25 de dezembro de 2024, o voo 8243 da Azerbaijan Airlines pode ter sido atingido durante a aproximação ao Aeroporto de Grózni, causando sua queda no Cazaquistão.